# Ken Bates
Kenneth "Ken" William Bates, född 4 december 1931, är en engelsk affärsman mest känd som före detta ordförande och ägare av fotbollsklubben Leeds United. Han var dessförinnan ordförande och majoritetsägare av Chelsea FC innan Chelsea såldes till Roman Abramovitj. Bates hade köpt den hårt skuldsatta klubben 1982 för ett pund, och när den såldes i juli 2003 var köpesumman 140 miljoner pund.
Bates köpte en femtioprocentig andel i Leeds United i januari 2005, en klubb liksom föregångaren Chelsea hade stora finansiella problem och var hårt skuldsatt. Bates ansökte i maj 2007 om frivillig företagsrekonstruktion (CVA, Company Voluntary Arrangement) vilket ledde till att klubben tvingades sälja sina bästa spelare och nedflyttning till ligans tredje division. Leeds har därefter omstrukturerats, sanerat sina skulder, vann uppflyttning till Football League Championship 2010 och anses nu vara "skuldfri". Efter diverse oklarheter om ägandeskapet av Leeds så bekräftade klubben den 3 maj 2011 att Bates var den nya ägaren.
Den 26 juli 2013 meddelade Leeds Unied att Ken Bates inte längre har några uppdrag i klubben. Bates som efter åtta år som ägare och ordförande, lämnade ordförandeskapet den 1 juli 2013 för att bli klubbpresident, men redan efter några veckor lämnade han presidentskapet och därmed sitt sista uppdrag i klubben.